# Pierre Schwed
Pierre Schwed, né le 2 janvier 1923 à Colmar et mort le 10 août 2006 à Marnes-la-Coquette, est un résistant français, qui devint par la suite un spécialiste reconnu des questions de stratégie, de défense et de géostratégie, qui milita pendant un quart de siècle pour la construction d'une défense européenne.

## Biographie
Pierre Schwed est le fils de Charles Schwed, Négociant, et de Alice Schick, une famille juive de Colmar,
Il étudie au Lycée Bartholdi à Colmar, à la Faculté de médecine de Lyon et la Faculté de droit de Paris.
En 1939, à l’âge de 16 ans, Pierre Schwed s’engage comme agent de liaison de la  « défense passive ». Dès 1941, il rejoint la Résistance, dans les Forces françaises combattantes, puis participe, à la fin de l’année suivante, à la création de l’Armée secrète dont il fut le chef de la 6e compagnie du 3e régiment.
En septembre 1942, sa famille réfugiée à Lyon, reçoit l'aide de Pierre Bockel qui leur fournit un refuge et des faux papiers. Quand Pierre Schwed est arrêté, il use de ses relations pour le faire libérer avec succès. 
Pierre Schwed a été le fondateur et le président de l'Union des Associations de l'Institut des hautes études de défense nationale. Il était président d'honneur de l'association EuroDéfense-France et de  l'union des associations EuroDéfense. Il a en outre été administrateur de nombreuses sociétés telles que Air France, Aérospatiale, Hôtels Méridien, lorsque celle-ci était filiale d'Air France.
Il est inhumé au cimetière de Marnes-la-Coquette (Hauts-de-Seine), où il mourut.

## Reconnaissance
- Médaille d’argent de la Ville de Paris[1] ;
- Membre de l'Académie des sciences, lettres et arts d'Alsace[1].

## Distinctions

### Françaises
- Grand officier de la Légion d'honneur (31 juillet 1998)[1] ;
- Grand officier de l'ordre national du Mérite[1] ;
- Croix de guerre 1939–1945[1] ;
- Médaille de la Résistance française[3] ;
- Croix du combattant volontaire de la guerre de 1939–1945[1] ;
- Commandeur de l'ordre des Palmes académiques[1] ;
- Officier de l'ordre du Mérite agricole[1] ;
- Médaille des services militaires volontaires, or[1] ;
- Médaille de l'Aéronautique[1].

### Étrangères
- Grand-croix, 1re classe de l'ordre du Mérite (Allemagne)[1] ;
- Secretary of Defense Medal (États-Unis)[1] ;
- Grand officier de l’ordre royal du Cambodge[1] ;
- Grand officier de l'Ordre royal du Sahametrei et du Monisaraphon[1] ;
- Commandeur de l’ordre du Sowathara[1] ;